# Txu
El riu Txu o Ču (ortografia turquesa moderna: Çu; també apareix com a Shu, Chu, Chui i Chuy; rus: Чу, kiguiz: Чүй, kazakh: Шу, xinès: Su-yeh o Sui-she) és un curs fluvial de l'Àsia central a Kirguizstan i Kazakhstan. El seu curs és de 920 km segons l'Enciclopèdia de l'Islam (en la Viquipèdia anglesa se n'assenyala 1.067 km).
Neix al Kirguizstan, a les muntanyes Tien Shan, al Terskei Alatan, i corre vers el nord-est fins a arribar a uns 6 km del llac Issiq Kul, al qual envia un braç (Kutemaldi); al curs superior se'l coneix pel nom de Kočkar; segueix cap al nord i passa per les gorges de Bugham (rus Buam) i continua al nord-oest. Rep llavors per la dreta el Gran i Petit Kebin, i per l'esquerra l'Aksu i el Kuragati; passa per la vall de Txu, on es troba la capital del país, Bixkek, i després entra al Kazakhstan: passa per la ciutat de Ču; llavors, passa per zones desèrtiques i es perd al llac desèrtic de Saumul-Kul, a uns 110 km al nord de l'Amudarià.
La zona ja estava colonitzada vers la meitat del segon mil·lenni aC en temps de la cultura d'Andrónovo (1700-1200 aC). Després hi van viure els saces i els wusun (pseudotocaris). El sogdians iranians s'hi van establir al segle vi; algunes inscripcions i restes d'aquests pobles han estat trobades i descrites pel savi soviètic A. N. Bernstamm (1910-1956), que comprova que la influència siriana i romana d'Orient va arribar fins a la zona.
El 776, la vall del Ču i la del Talas foren ocupades pels carlucs (karluks), i les tribus turques es van establir també no gaire lluny. La capital regional era Suyab; el kan de la zona residia a Kuz Ordu (Balasagun). Els exèrcits musulmans només hi van arribar un cop, el 810, a la part occidental de la vall, en una campanya contra Kulan. Al segle x, hi havia una nombrosa població musulmana, però el 982 encara no era general i els nestorians sembla que hi eren majoria.
El 1141 els karluks foren dominats pels kara-khitai. El 1219, el viatger xinès Chang Chun va trobar la vall poblada i amb diverses ciutats, però després es va despoblar i el 1259 ja s'assenyalen moltes ruïnes. En aquesta regió, estava marcada la frontera entre Batu Khan i Mongke; Shayban, kan de l'Horda Blanca, hi va establir un dels seus campaments d'hivern. Una epidèmia de pesta (1338) i les guerres civils dels mongols del segle xiv, i finalment les campanyes de Tamerlà, van acabar de buidar la regió. Fins i tot, les colònies nestorianes de Pishpek i Tokmok, testimoniades per inscripcions dels segles xiii i xiv, van caure en ruïna.
Més tard, la vall va estar sota domini dels calmucs i els kazakhs i al segle xvii va passar als kan de Kokand, que va establir les fortaleses de Pishpek (o Pishkek) i Tokmok. Rússia va ocupar les dues fortaleses el 1860; en anys posteriors s'hi van establir colons eslaus. El 1924, es va decidir la divisió de l'Àsia central soviètica sota criteris ètnics i una part del riu va formar la frontera entre kara-kirguisos (kazakhs) i kirguisos. El 1932, es va establir al seu curs mitjà un gran combinat agrícola i el 1941 es van construir dues branques del gran canal del Ču.
El riu dona nom a l'óblast de Txui, la província més al nord del Kirguizstan. La ciutat de Ču al Kazakhstan també porta el nom del riu.

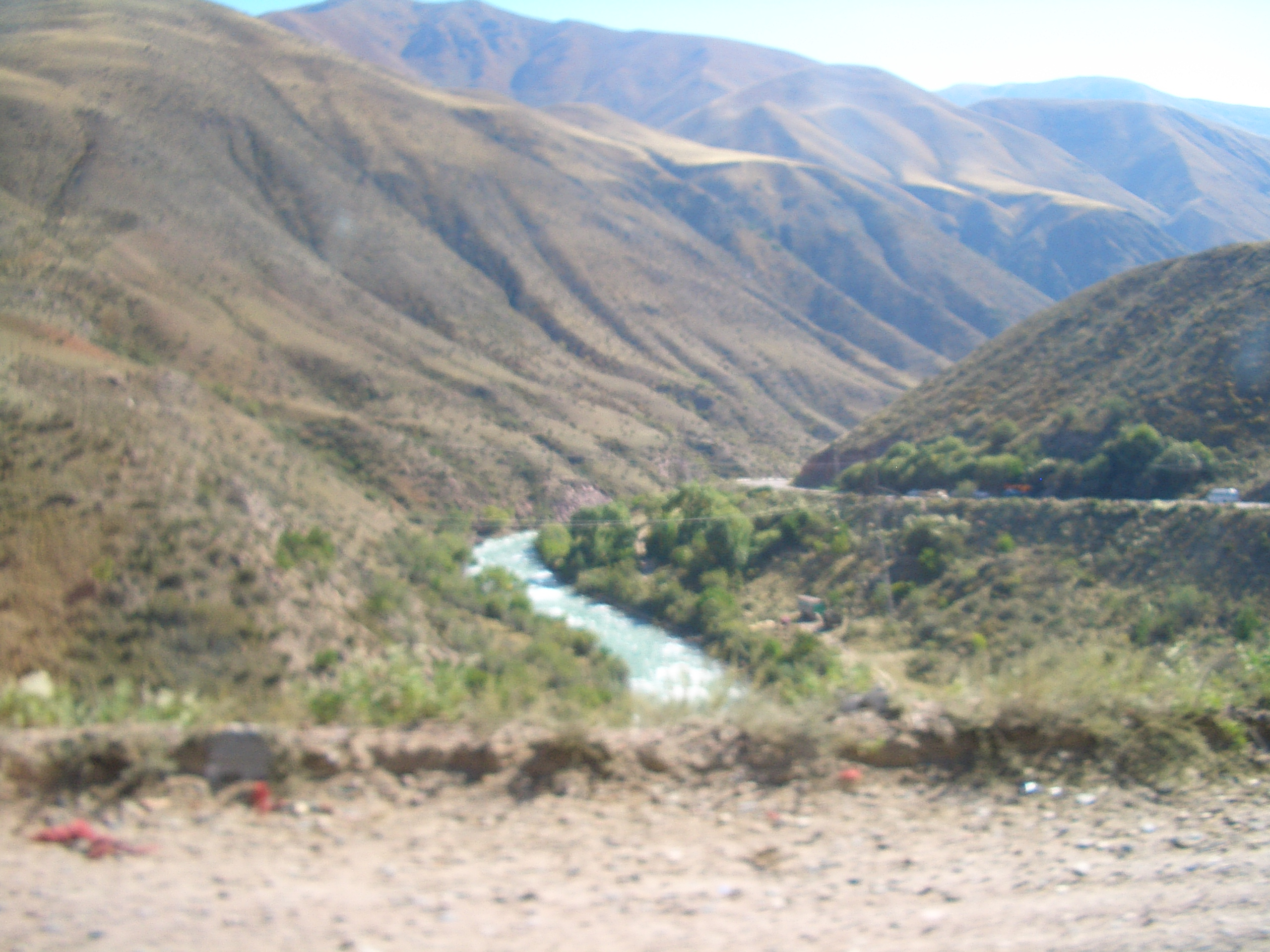
Gorja de Baum
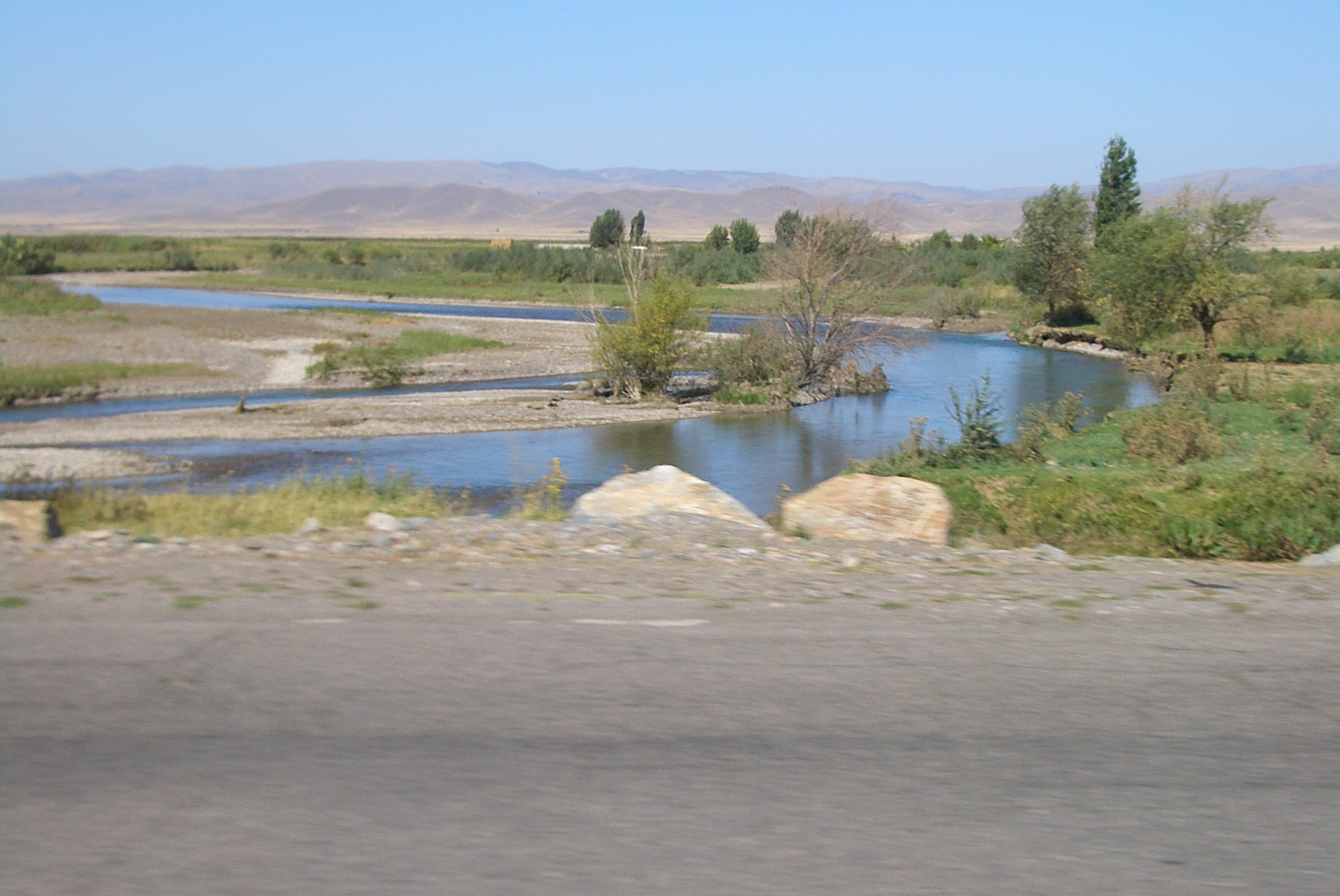
Vall del Txu sota Tokmok
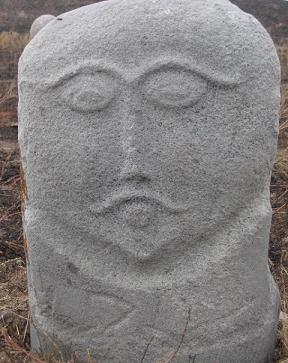
Balbal medieval prop de la torre Burana a la vall del Txu
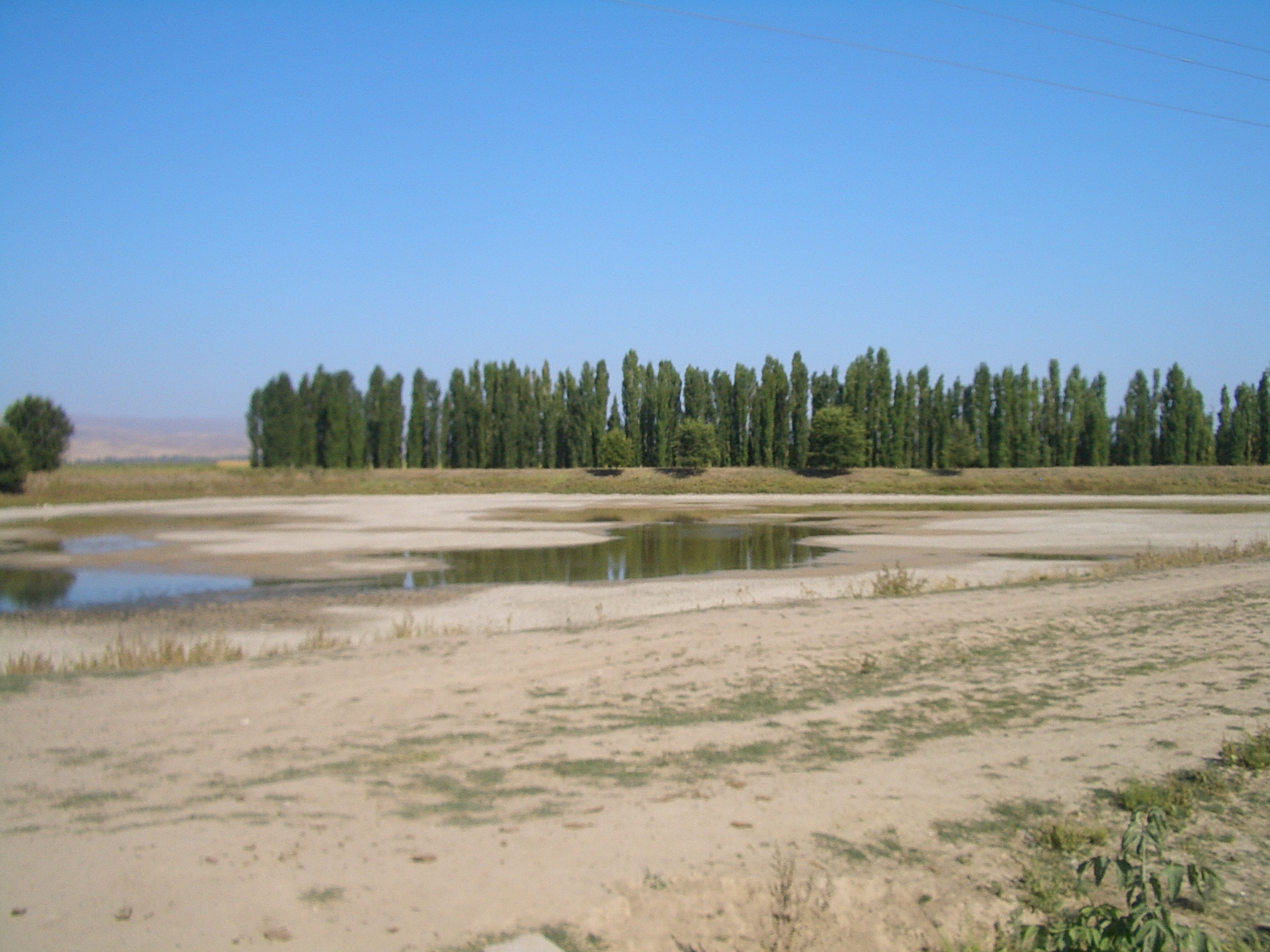
Vall del Txu prop de Milyanfan
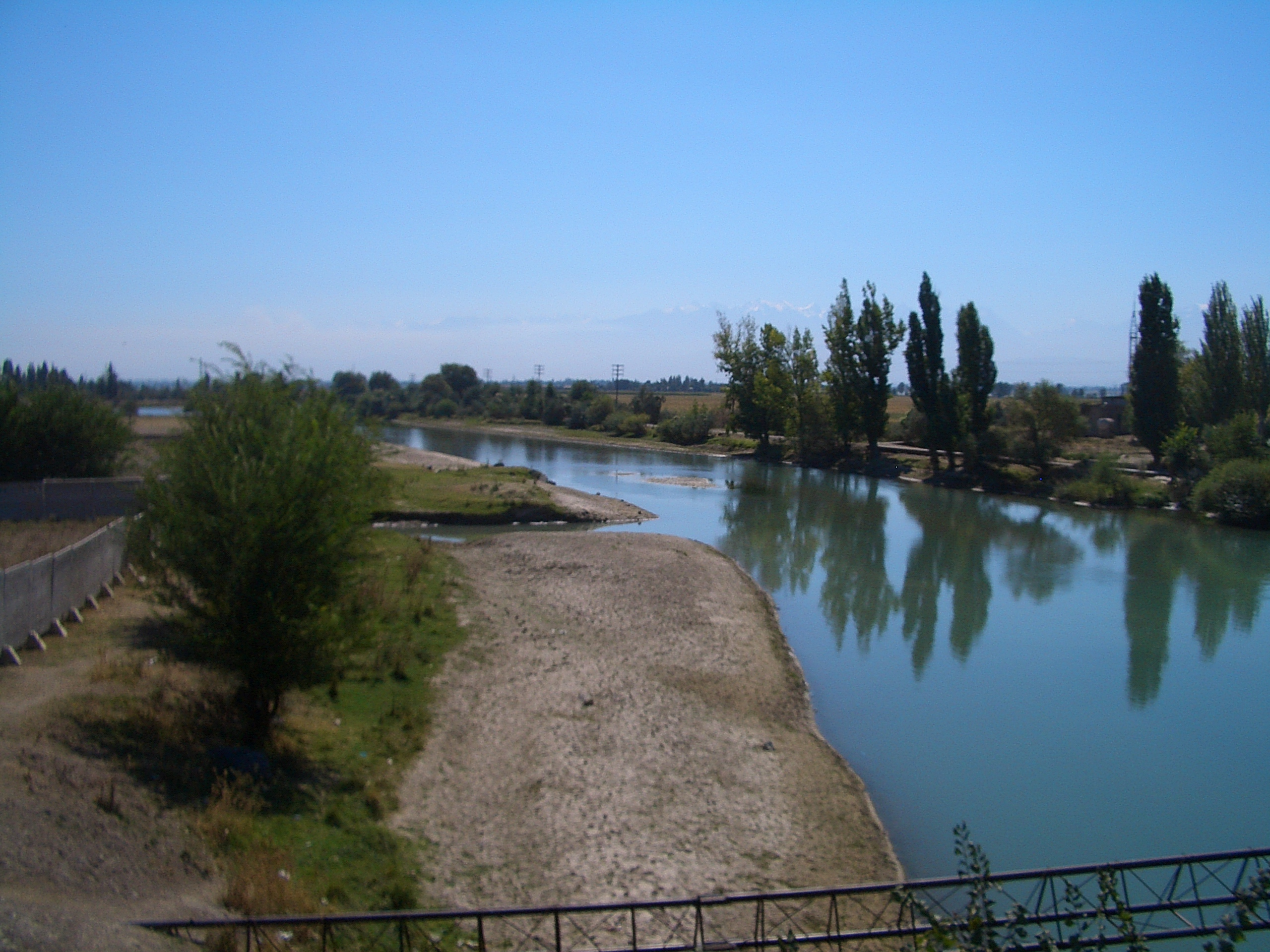
Korday, lloc fronterer

## Nota
1. ↑  Barthold, W. "Balāsāg̲h̲ūn or Balāsaḳūn." Encyclopaedia of Islam. Edited by: P. Bearman, Th. Bianquis, C.E. Bosworth, E. van Donzel and W.P. Heinrichs. Brill, 2008. Brill Online. UNIVERSITEITSBIBLIOTHEEK LEIDEN. 11 March 2008 <http://www.brillonline.nl/subscriber/entry?entry=islam_SIM-1131%5BEnllaç+no+actiu%5D>